# 対称代数
数学において、体 K 上のベクトル空間 V 上で定義される対称代数（たいしょうだいすう、英: symmetric algebra）S(V) あるいは Sym(V) は、V を含む K 上の自由可換単位的結合代数である。
対称代数の元は、座標の取り方に依らず V の元を不定元とする多項式に対応する。このとき、対称代数の双対 S(V∗) の元は V 上の多項式（函数）に対応する。
対称代数と V 上の対称テンソル空間とを混同してはならない。

## 対称代数の構成
対称代数 S(V) は V の基底ベクトルを不定元とする K 上の多項式環と実質的には同じものであることがあとでわかる。したがって、ここでの構成は対称代数を「自然に」多項式と看做す立場であれば余計な情報でしかないということになるが、これはこれでよい面もある。
対称代数 S(V) を記述するのにテンソル代数 T(V) を利用することができる。実際にはテンソル代数を強制的に可換化することで対称代数を作ることができる。V のいくつかの元が（T(V) の中で積に関して）可換ならば、それらの間でできるテンソルに関してもそうであり、それゆえテンソル代数 T(V) を 
{\displaystyle v\otimes w-w\otimes v\quad (v,w\in V)}
の形の元全体で生成されるイデアルで割った商多元環として対称代数を構成することができる。

### 次数付け
多項式環におけると同様に、対称代数 S(V) の次数付き代数としての直和分解
{\displaystyle S(V)=\bigoplus _{k=0}^{\infty }S^{k}(V)}
が存在する。ここで各 Sk(V) は V のベクトルからなる次数 k の単項式の線型結合全体からなる（ただし S0(V) = K, S1(V)=V とする)。K-線型空間 Sk(V) を V の k-次対称冪 (symmetric power)と呼ぶ。例えば k = 2 のときは対称平方と呼び、Sym2(V) で表す。k-次対称冪は Vk 上の対称複線型作用素に関する普遍性を持つ。

### 対称テンソルとの差異
対称代数と対称テンソル空間は混同しやすいが、対称代数がテンソル代数の商多元環であるのに対し対称テンソル空間はテンソル代数の部分線型空間である。
対称代数はその普遍性を得るために商多元環でなければならない（任意の対称代数は多元環だから、テンソル代数から対称代数に移る射影が多元環の準同型として得られる）。
一方、対称テンソルはテンソル代数への対称群の自然な作用に関する不変元として定義され、対称群は対称テンソルの空間に自明に作用する。注意すべきは、対称テンソル空間がテンソル積の下でテンソル代数の部分多元環にはならないということである。実際、V の元 v, w は自然に対称 1-テンソルとなるが、それらのテンソル積 V ⊗ w は対称 2-テンソルではない。
この差異は二次の成分でいうと、対称双線型形式（対称 2-テンソル）と二次形式（2-次対称冪の元）との違いであり、ε-二次形式として記述できる。
標数 0 の場合、対称テンソル空間と対称代数は同一視することができる。まず、任意の標数で、対称代数から対称テンソル空間への対称化作用素が
{\displaystyle v_{1}\cdots v_{k}\mapsto \sum _{\sigma \in S_{n}}v_{\sigma (1)}\otimes \cdots \otimes v_{\sigma (k)}}
で与えられる。対称テンソル空間のテンソル代数への埋め込みと対称代数への商射影との合成は、k-次成分上で k!-倍する変換になる。したがって標数 0 のとき、対称化作用素は対称テンソル空間から対称代数への次数付き線型空間としての同型であり、この同型を通じて対称テンソルを対称代数の元と同一視することができる。あるいはこの対称化作用素を k! で割って、
{\displaystyle v_{1}\cdots v_{k}\mapsto {\frac {1}{k!}}\sum _{\sigma \in S_{n}}v_{\sigma (1)}\otimes \cdots \otimes v_{\sigma (k)}}
なる商写像の切断にすることもできる。たとえばふたつの対称テンソルの積（対称積）は
{\displaystyle vw\mapsto {\frac {1}{2}}(v\otimes w+w\otimes v)}
なる対応で与えられる。これは対称群の表現論に関係している。標数 0 の代数閉体上の群環は半単純だから、任意の表現は既約表現の直和に分解され、それが T = S ⊕ V の形に書けるならば S を T の部分空間とも商空間 T/V とも看做せるのである。

## 多項式としての解釈
ベクトル空間 V が与えられたとき、V 上の多項式函数の全体は対称代数の「双対」空間 S(V∗) であり、V 上で定義される多項式函数の V のベクトルにおける値の「評価」は、内積 (pairing) S(V∗) × V → K を通じて与えられる。
例えば、平面 K2 とその基底が与えられたとき、K2 上の（斉）一次多項式函数の全体は、座標汎函数 x, y で生成される。これら座標汎函数は、たとえば
{\displaystyle x(2,3)=2,y(2,3)=3}
のようにベクトルが与えられればその各座標を値として返す余ベクトル（双対ベクトル）である。高次の単項式は様々な対称冪の元であり、一般の多項式は対称代数の元になる。ベクトル空間に基底を定めない場合も同様だが、その場合得られるのは基底を定めない多項式環である。
一方、ベクトル空間上の対称代数自体は、V 「上の」多項式函数として解釈することはできない（S(V) と V の間に自然な内積は無いから、ベクトル空間の対称代数の元のその空間のベクトルにおける値を評価することはできない）が、v2 − vw + uv のようなベクトルをベクトル空間「内の」多項式だと解釈することはできる。

### アフィン空間の対称代数
ベクトル空間上の対称代数と同様に、アフィン空間（あるいはその上の多項式の空間に対応する双対空間）から対称代数を構成することができる。根本的に異なるのはアフィン空間上の対称代数は次数付き多元環にならないことだが、しかしフィルター付き多元環にはなるので、斉次部分を決めることはできなくてもアフィン空間上の多項式の次数を決めることはできる。
例えば、ベクトル空間上の一次多項式函数が与えられたとき、その定数項は 0 における値として得られる。一方、アフィン空間では、そのような特別の点は定められていないので、同じことはできない（特定の点を選ぶとアフィン空間はベクトル空間になる）。

## 圏論的性質
ベクトル空間上の対称代数は可換単位的結合代数（以降、可換多元環という）の圏における自由対象である。
厳密に言えば、写像 S はベクトル空間 V をその対称代数 S(V) へ写す、K 上の線型空間の圏から K 上の可換多元環の圏への函手であり、対称代数が「自由対象」であるというのは、その函手が可換多元環をその台となるベクトル空間へ写す忘却函手の左随伴であるということを意味する。
随伴の単位元はベクトル空間をその対称代数へ埋め込む写像 V → S(V) である。
可換多元環の圏は多元環の圏の反射的部分圏である。多元環 A が与えられたとき、（群のアーベル化の要領で）A をその交換子（ab − ba の形の元）全体で生成される交換子イデアルで割ってやれば可換多元環が得られる。テンソル代数の商としての対称代数の構成は、函手としてこの反射函手と自由多元環函手との合成になっている。

## 外積代数との類似
対称冪 Sk は外冪とよく似た函手である。しかしたとえば、次元は V の次元を n とすれば
{\displaystyle \operatorname {dim} (S^{k}(V))={\binom {n+k-1}{k}}}
で与えられ、これは k の増加に伴ってどんどん大きくなる。この二項係数は次数 k の n-変数単項式の数である。

## 加群の対称代数
対称代数の構成を一般化して、可換環上の加群 M の対称代数 S(M) を考えることもできる。M が環 R 上の自由加群ならば、ベクトル空間上の対称代数とまったく同じに、その対称代数 S(M) は M の基底を不定元とする R 上の多項式環に同型である。しかし自由ではない加群 M についてはそうではなく、S(M) の構造はもっと複雑になる。

## 普遍包絡環としての対称代数
対称代数 S(V) は可換リー環（リー括弧積がつねに 0 であるようなリー環）の普遍包絡環である。